# Макапа (микрорегион)
Микрорегион Макапа е един от микрорегионите на бразилския щат Амапа, част от мезорегион Южна Амапа. Поделен е на осем общини (градове).

## Общини
- Итаубал
- Кутиас до Арагуари
- Макапа
- Педра Бранка до Амапари
- Порто Гранди
- Сантана
- Сера до Навио
- Ферейра Гомис